# Jerzy Kozdroń
Jerzy Kozdroń (Mrągowo; 23 de Outubro de 1950 — ) é um político da Polónia. Ele foi eleito para a Sejm em 25 de Setembro de 2005 com 3868 votos em 25 no distrito de Gdańsk, candidato pelas listas do partido Platforma Obywatelska.